# Haibach im Mühlkreis
Haibach im Mühlkreis település Ausztriában, Felső-Ausztria tartományban, az Urfahrkörnyéki járásban. Tengerszint feletti magassága 780 méter, területe 14,48 km².

## Elhelyezkedése
Haibach im Mühlkreis Reichenau im Mühlkreis, Ottenschlag im Mühlkreis, Alberndorf in der Riedmark és Hellmonsödt településekkel határos.

## Népesség
| 2016 | 888 |
| 2018 | 904 |